# Livers-Cazelles
 Livers-Cazelles  es una población y comuna francesa, ubicada en la región de Mediodía-Pirineos, departamento de Tarn, en el distrito de Albi y cantón de Cordes-sur-Ciel.

## Demografía
| 234 | 218 | 182 | 216 | 204 | 226 |
| Para los censos de 1962 a 1999 la población legal corresponde a la población sin duplicidades (Fuente: INSEE [Consultar]) |     |     |     |     |     |